# Mirufens gundlachi
Mirufens gundlachi är en stekelart som först beskrevs av Maksymilian Nowicki 1935.  Mirufens gundlachi ingår i släktet Mirufens och familjen hårstrimsteklar. Arten är reproducerande i Sverige. Inga underarter finns listade i Catalogue of Life.